# Distretto di Quyi Chirchik
Il distretto di Quyi Chirchik (usbeco Quyi Chirchiq) è uno dei 15 distretti della Regione di Tashkent, in Uzbekistan. Il capoluogo è Dustobod.